# 第24回サンディエゴ映画批評家協会賞
 24th SDFCS Awards 

2019年12月9日

作品賞: 

アイリッシュマン
第24回サンディエゴ映画批評家協会賞は2019年の映画を対象としており、2019年12月6日にノミネーションが発表され、同月9日に受賞者が発表された。

## 受賞・ノミネート一覧
※受賞は太字。

### 作品賞
- 『ワンス・アポン・ア・タイム・イン・ハリウッド』
- 『ジョーカー』
- 『1917 命をかけた伝令』
- 『アイリッシュマン』
- 『マリッジ・ストーリー』

### 監督賞
- クエンティン・タランティーノ - 『ワンス・アポン・ア・タイム・イン・ハリウッド』
- マーティン・スコセッシ - 『アイリッシュマン』
- サム・メンデス - 『1917 命をかけた伝令』
- ベニー・サフディ、ジョシュ・サフディ - 『アンカット・ダイヤモンド』
- ノア・バームバック - 『マリッジ・ストーリー』

### 主演男優賞
- エディ・マーフィ - 『ルディ・レイ・ムーア』
- クリスチャン・ベール - 『フォードvsフェラーリ』
- ホアキン・フェニックス - 『ジョーカー』
- アダム・ドライバー - 『マリッジ・ストーリー』
- アダム・サンドラー - 『アンカット・ダイヤモンド』

### 主演女優賞
- シアーシャ・ローナン - 『ストーリー・オブ・マイライフ/わたしの若草物語』
- オークワフィナ - 『フェアウェル』
- レネー・ゼルウィガー - 『ジュディ 虹の彼方に』
- スカーレット・ヨハンソン - 『マリッジ・ストーリー』
- ルピタ・ニョンゴ - 『アス』

### 助演男優賞
- ウェズリー・スナイプス - 『ルディ・レイ・ムーア』
- ウィレム・デフォー - 『The Lighthouse』
- ブラッド・ピット - 『ワンス・アポン・ア・タイム・イン・ハリウッド』
- ジョー・ペシ - 『アイリッシュマン』
- アル・パチーノ - 『アイリッシュマン』

### 助演女優賞
- フローレンス・ピュー - 『ストーリー・オブ・マイライフ/わたしの若草物語』
- チャオ・シューチェン - 『フェアウェル』
- オクタヴィア・スペンサー - 『ルース・エドガー』
- ローラ・ダーン - 『マリッジ・ストーリー』
- トーマシン・マッケンジー - 『ジョジョ・ラビット』

### アンサンブル演技賞
- 『ナイブズ・アウト/名探偵と刃の館の秘密』
- 『アイリッシュマン』
- 『マリッジ・ストーリー』
- 『ワンス・アポン・ア・タイム・イン・ハリウッド』
- 『ダウントン・アビー』

### コメディ演技賞
- エディ・マーフィ - 『ルディ・レイ・ムーア』
- ウェズリー・スナイプス - 『ルディ・レイ・ムーア』
- ダニエル・クレイグ - 『ナイブズ・アウト/名探偵と刃の館の秘密』
- サム・ロックウェル - 『ジョジョ・ラビット』
- タイカ・ワイティティ - 『ジョジョ・ラビット』

### 脚本賞
- ライアン・ジョンソン - 『ナイブズ・アウト/名探偵と刃の館の秘密』
- クエンティン・タランティーノ -『ワンス・アポン・ア・タイム・イン・ハリウッド』
- ベニー・サフディ、ジョシュ・サフディ - 『アンカット・ダイヤモンド』
- ポン・ジュノ、ハン・ジンウォン - 『パラサイト 半地下の家族』
- ノア・バームバック - 『マリッジ・ストーリー』

### 脚色賞
- ジュリアス・オナー、J・C・リー - 『ルース・エドガー』
- スティーヴン・ザイリアン - 『アイリッシュマン』
- グレタ・ガーウィグ - 『ストーリー・オブ・マイライフ/わたしの若草物語』
- トッド・フィリップス、スコット・シルヴァー - 『ジョーカー』
- タイカ・ワイティティ、クリスティン・ルーネンズ - 『ジョジョ・ラビット』

### 新人賞
- フローレンス・ピュー - 『ミッドサマー』、『ストーリー・オブ・マイライフ/わたしの若草物語』
- ジェシー・バックリー - 『ジュディ 虹の彼方に』、『ワイルド・ローズ』
- ジュリア・バターズ - 『ワンス・アポン・ア・タイム・イン・ハリウッド』
- ケルヴィン・ハリソン・Jr - 『ルース・エドガー』、『WAVES/ウェイブス』
- ローマン・グリフィン・デイヴィス - 『ジョジョ・ラビット』

### 撮影賞
- ホイテ・ヴァン・ホイテマ - 『アド・アストラ』
- ジェアリン・ブラシュケ - 『The Lighthouse』
- ロドリゴ・プリエト - 『アイリッシュマン』
- ロジャー・ディーキンス - 『1917 命をかけた伝令』
- フェドン・パパマイケル - 『フォードvsフェラーリ』

### 編集賞
- セルマ・スクーンメイカー - 『アイリッシュマン』
- マイケル・マカスカー、アンドリュー・バックランド、ダーク・ウェスターヴェルト - 『フォードvsフェラーリ』
- ジェニファー・レイム - 『マリッジ・ストーリー』
- フレッド・ラスキン - 『ワンス・アポン・ア・タイム・イン・ハリウッド』
- ベニー・サフディ、ロナルド・ブロンスタイン - 『アンカット・ダイヤモンド』

### 音楽賞
- 『ロケットマン』
- 『ジョジョ・ラビット』
- 『ワンス・アポン・ア・タイム・イン・ハリウッド』
- 『ジョーカー』
- 『イエスタデイ』

### 外国語映画賞
- 『フェアウェル』 アメリカ合衆国
- 『パラサイト 半地下の家族』 韓国
- 『ペイン・アンド・グローリー』 スペイン
- 『未来を乗り換えた男』 ドイツ
- 『燃ゆる女の肖像』 フランス

### アニメ映画賞
- 『スノーベイビー』
- 『トイ・ストーリー4』
- 『ヒックとドラゴン 聖地への冒険』
- 『失くした体』
- 『ミッシング・リンク 英国紳士と秘密の相棒』

### ドキュメンタリー映画賞
- 『ビッグ・リトル・ファーム 理想の暮らしのつくり方』
- 『彼らは生きていた』
- 『愛を込めて アントーシャ』
- 『アポロ11 完全版』
- 『一人っ子の国』

### 視覚効果賞
- 『アベンジャーズ/エンドゲーム』
- 『アイリッシュマン』
- 『イントゥ・ザ・スカイ 気球で未来を変えたふたり』
- 『アド・アストラ』
- 『1917 命をかけた伝令』

### 衣装デザイン賞
- 『ワンス・アポン・ア・タイム・イン・ハリウッド』
- 『ストーリー・オブ・マイライフ/わたしの若草物語』
- 『ルディ・レイ・ムーア』
- 『ロケットマン』
- 『ダウントン・アビー』

### 美術賞
- 『ワンス・アポン・ア・タイム・イン・ハリウッド』
- 『アイリッシュマン』
- 『ストーリー・オブ・マイライフ/わたしの若草物語』
- 『ルディ・レイ・ムーア』
- 『1917 命をかけた伝令』
- 『ダウントン・アビー』